# Аррис, Томас
Тома́с Аррис (исп. Tomás Harris Espinosa; род. 3 июня 1956, Ла-Серена) — чилийский поэт, представитель поколения восьмидесятых.

## Биография
Окончил Университет Консепсьона, позднее получил там степень магистра испаноязычных литератур. Дебютировал книгой стихов в 1983. Создал несколько литературных журналов. В 1989 переехал в Сантьяго, работал в Национальной библиотеке. Вместе с женой, поэтессой Тересой Кальдерон составил несколько антологий новейшей чилийской поэзии. Преподавал в Чилийском университете и др. университетах страны.

## Произведения
- La vida a veces toma la forma de los muros. Concepción: 1983.
- Опасные зоны/ Zonas de peligro. Concepción: Editorial LAR, 1985.
- Дневник плавания/ Diario de navegación. Concepción: Editorial Sur, 1986.
- Последнее путешествие/ El último viaje. Concepción: Ediciones Sur, 1987.
- Alguien que sueña, Madame. Concepción: Ediciones Letra Nueva — Cuadernos de Movilización Literaria, 1988.
- Сипанго / Cipango. Santiago de Chile — Ottawa: Ediciones Documentas — Ediciones Cordillera, 1992 (2-е изд. — 1996, на англ. яз. 2010; премия г. Сантьяго, короткий список премии Casa de las Américas)
- Noche de brujas y otros hechos de sangre. Santiago: Mosquito Editores, 1993 (2-е изд. — 2012)
- Los 7 náufragos. Santiago: Red Internacional del Libro, 1995 (премия Национального совета по книге и чтению)
- Чудесные хроники/ Crónicas maravillosas. La Habana-Bogotá: Colcultura — Eds. Casa de las Américas, 1996 (2-е изд. — 1997, премия Casa de las Américas)
- Итака/ Itaca. Santiago: LOM Ediciones, 2001.
- Encuentros con hombres oscuros. Santiago: Red Internacional del Libro, 2001 (короткий список премии Альтасор)
- Tridente. Santiago: Red Internacional del Libro, 2005 (короткий список премии Альтасор)
- Lobo. Santiago: LOM Ediciones, 2007
- Las dunas del deseo I. Santiago: Das Kapital Ediciones, 2009 (Premio Atenea)
- Perdiendo la batalla del Ebr(i)o. Tomé: Al Aire Libro, 2013

## Признание
Премия Пабло Неруды (1995) и др. премии.